# Max Breitenhuber
Max Breitenhuber (* 23. August 1932 in München; † 31. Mai 2014) war ein deutscher Architekt.

## Werdegang
Max Breitenhuber schloss eine dreijährige Bauzeichnerlehre ab, bevor er am Oskar-von-Miller-Polytechnikum München Architektur studierte und dort im Jahr 1954 diplomierte. Zwischen 1953 und 1962 arbeitete er bei Friedrich Ferdinand Haindl in München und gründete im selben Jahr ein Architekturbüro in München. Von 1986 bis zu seinem Tod führte Max Breitenhuber das Architekturbüro zusammen mit seinem Sohn Bernhard Breitenhuber (1960–2018).
Breitenhuber wurde 1975 in den Bund Deutscher Architekten berufen.

## Bauten

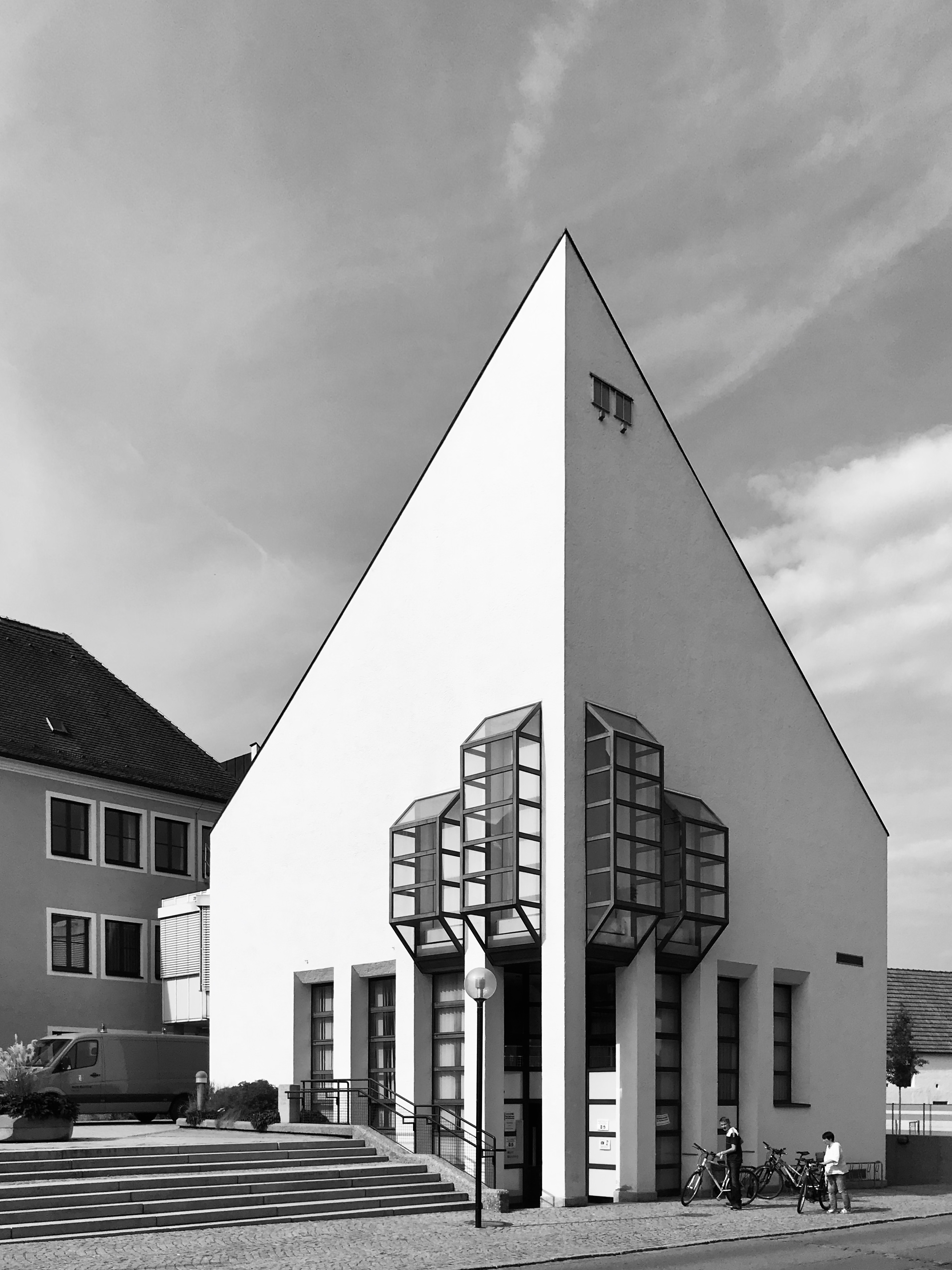
Rathaus Manching

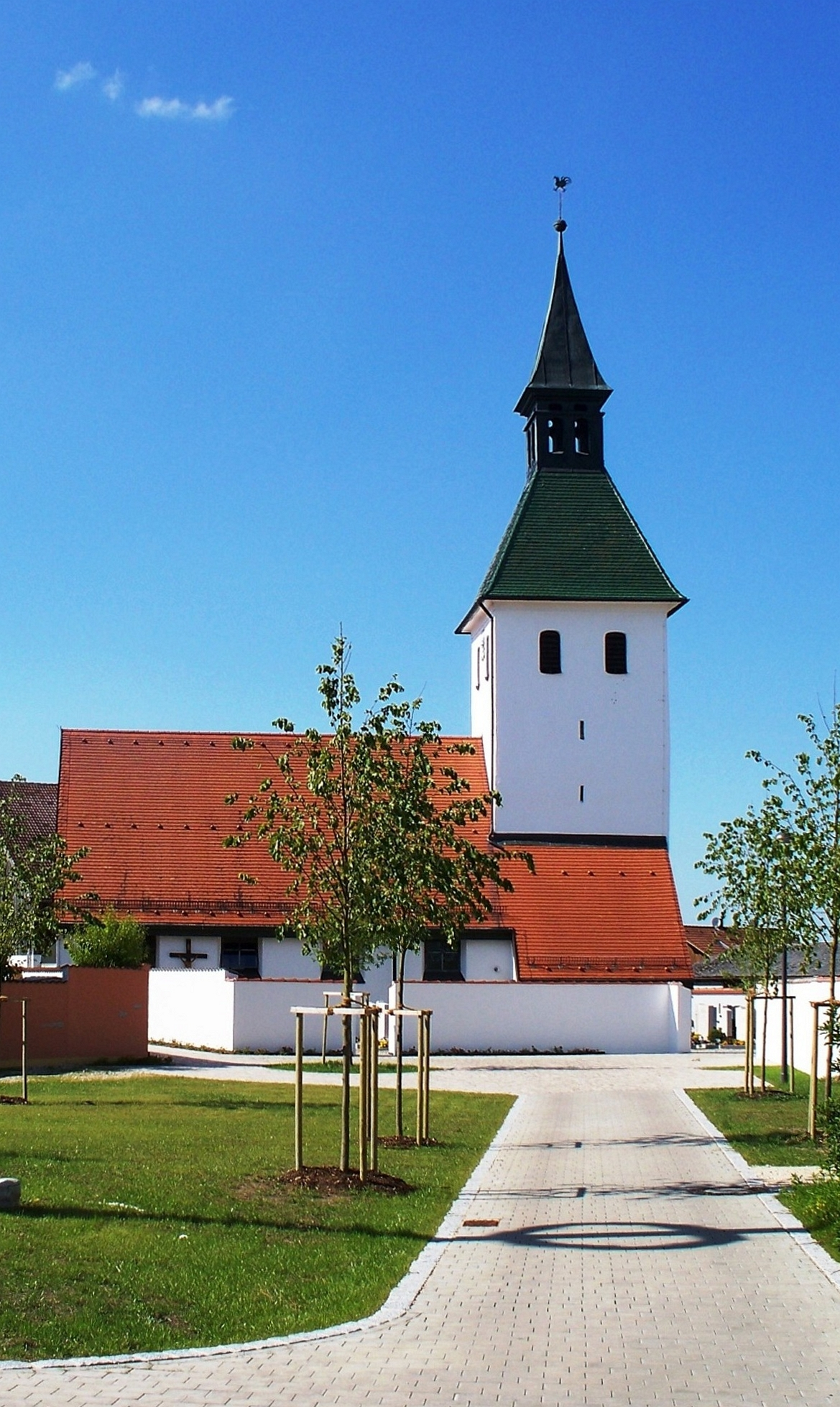
St. Nikolaus, Pollenfeld

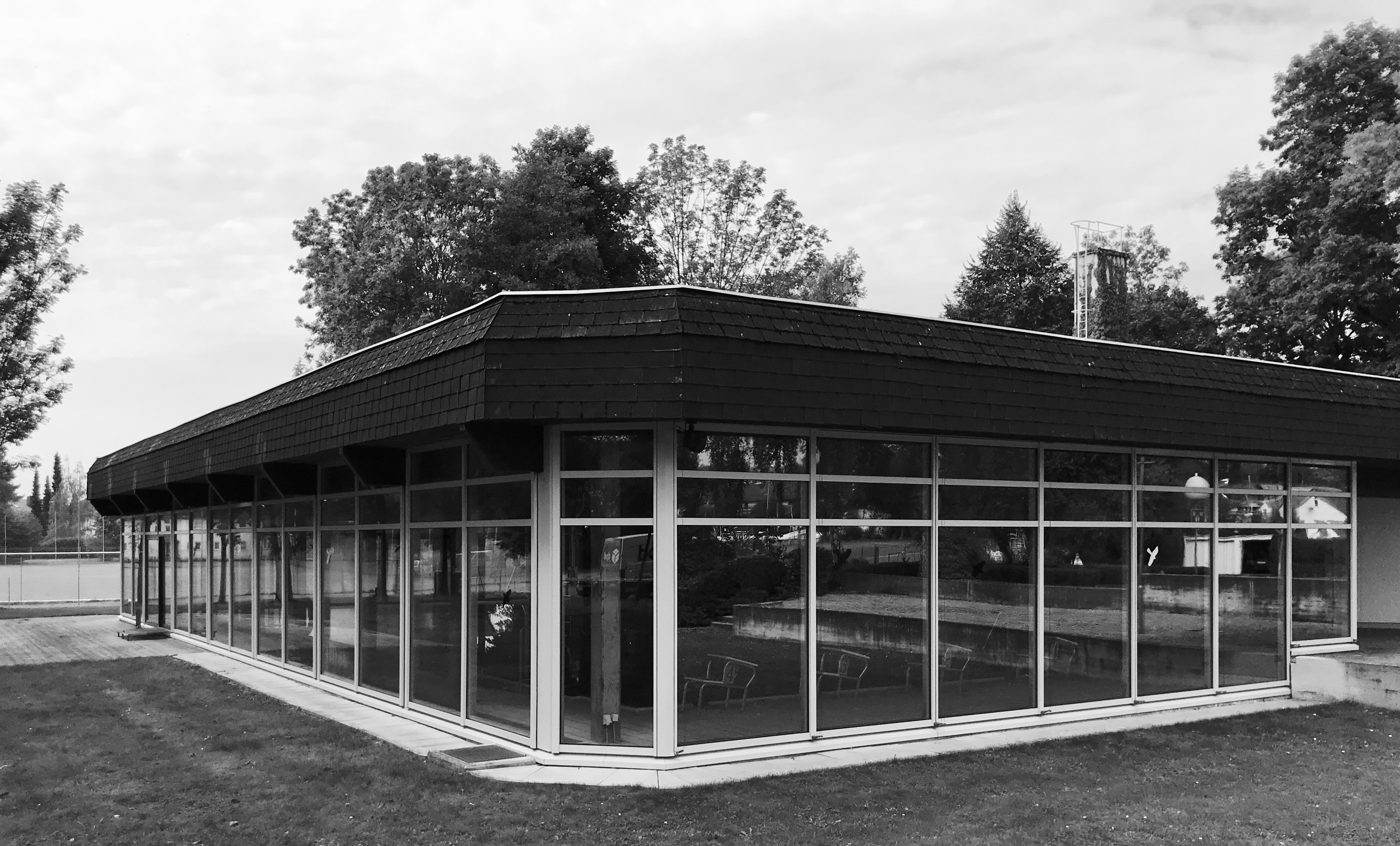
Hallenbad zur Schulanlage, Geisenfeld

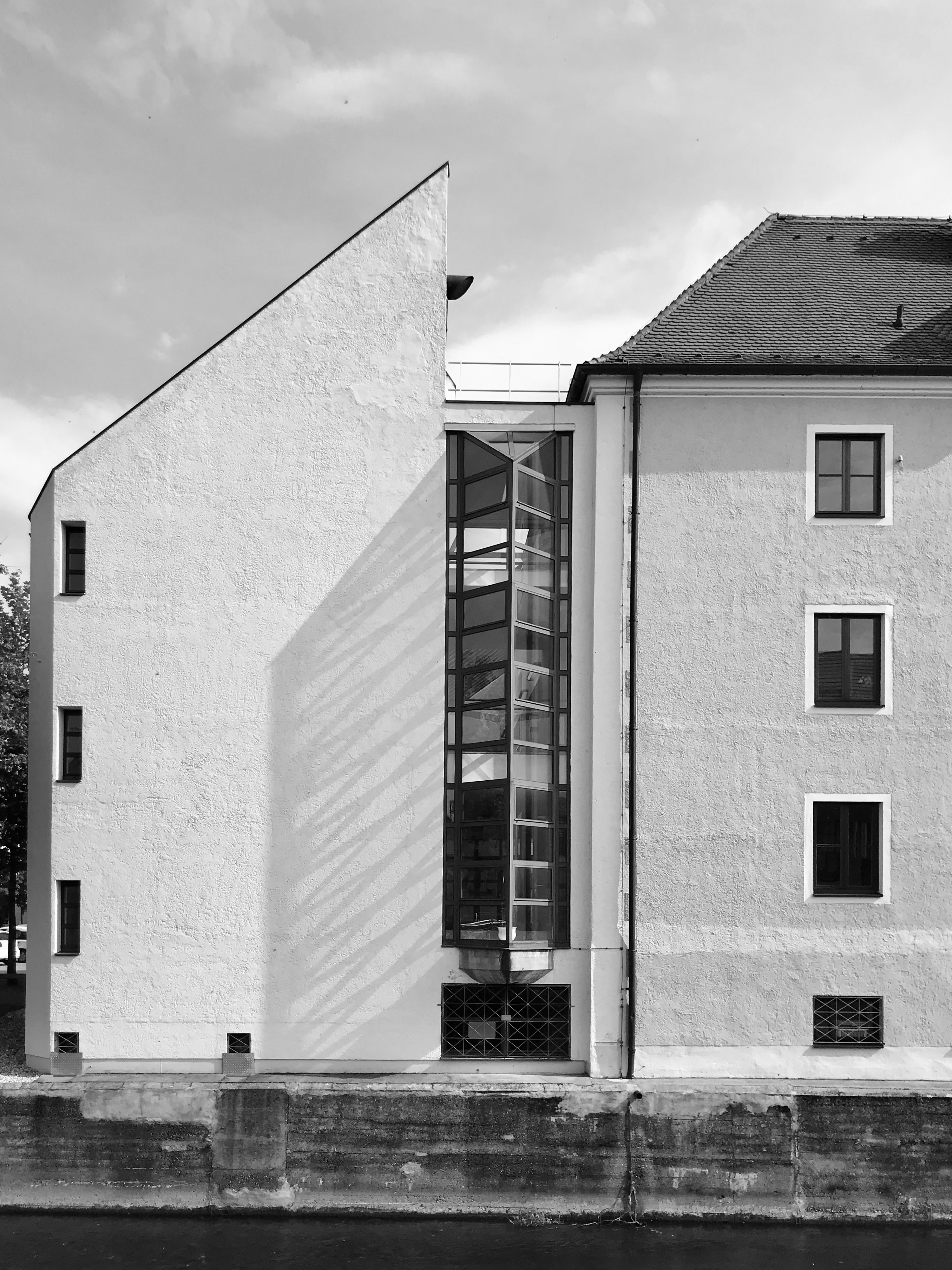
Rathaus Manching

Eine Auswahl von Breitenhubers Bauten wurden von Sigrid Neubert und Stefan Müller-Naumann fotografisch dokumentiert.
- 1957–1959: Verabschiedungsraum und Friedhofserweiterung St. Martin, Pollenfeld
- 1958–1960: Dorfschule, Pollenfeld
- 1960–1962: Volksschule, Schernfeld[4]
- 1960–1962: Haus Dr. Schübel, Eichstätt[5]
- 1963–1964: EFH Eichstätt[6]
- 1964–1965: Caritas Altenheim, Ingolstadt[7] (verändert und teilweise abgerissen)
- 1964–1966: Volksschule, Schelldorf mit Landschaftsarchitekt Gerhart Teutsch[6]
- 1968: Caritas Altenheim, Greding
- 1969: Hauptschule, Manching[8]
- 1971: Friedhof Am Herder mit Aussegnungshalle und Kapelle, Wasserburg am Inn
- 1973–1974: St. Nikolaus, Seuversholz (Turm von Jakob Engel)
- 1972–1974: Altenheim Bruder Balthasar Werner, Dietfurt (verändert)[9]
- 1974–1975: Volksschule und Hallenbad, Riemerling[10]
- 1976: Hallenbad zur Schulanlage, Geisenfeld[10][11]
- 1977–1979: Grundschule, Manching
- 1983: Erweiterung Rathaus Manching[2][12]
- 1986: 1. Preis Kirchenzentrum Neuried mit Alexander Freiherr von Branca und Franz Xaver Kolb (nicht ausgeführt)
- 1987–1989: Segelclubhäuser, Seeshaupt am Starnberger See mit Bernhard Breitenhuber

## Ehrungen und Preise
- 1975: Anerkennung – BDA Preis Bayern für Friedhof Am Herder mit Aussegnungshalle und Kapelle, Wasserburg am Inn
- 1992: Auszeichnung – Deutscher Holzbaupreis für Segelclubhäuser, Seeshaupt am Starnberger See[13]
- 1994: Holzbaupreis Bayern für Segelclubhäuser, Seeshaupt am Starnberger See

Folgendes Bauwerk ist ein Baudenkmal und ist im Bayerischen Landesamt für Denkmalpflege eingetragen:
- St. Nikolaus, Seuversholz ist Baudenkmal von Pollenfeld